# Teixeira dos Santos
Fernando Teixeira dos Santos, né le 13 septembre 1951 à Maia au Portugal, est un homme politique portugais et ancien ministre d'État, ministre des Finances.

## Vie professionnelle

### Formation
En 1973, il obtient une licence en économie à l'université de Porto, puis l'équivalent au grade de docteur de cette même université en 1986. L'année précédente, il décroche son doctorat d'économie (PhD) de l'université de Caroline du Sud.

### Parcours universitaire
Dès l'obtention de son premier diplôme, il travaille, jusqu'en 1985, comme assistant à la faculté d'économie de Porto. Par la suite, il y devient professeur assistant, entre 1986 et 1991. Cette année-là, il passe au statut de professeur associé. Par ailleurs, à partir de 1993, il enseigne également à l'Institut d'études supérieures financières et fiscales (IESFF).
Impliqué dans la vie universitaire, Teixeira dos Santos assure la direction des cours de la maîtrise d'économie de la faculté d'économie pendant deux ans, de 1986 à 1988. L'année précédente, il entre à la commission de coordination de la Région Nord, également pour une période de deux ans. Élu vice-président du conseil scientifique de la faculté entre 1988 et 1989, il en occupe la présidence pour trois ans à partir de 1992. Parallèlement, il est vice-président du conseil de gestion de la faculté.

### À la tête de l'autorité des marchés
En mars 2000, il est nommé président de la commission du marché des valeurs mobilières (CMVM), le « gendarme » de la bourse de Lisbonne. Dans le même temps, il prend, pour quatre ans, la présidence du comité exécutif de l'organisation internationale des commissions des valeurs, l'IOSCO.
Il a également été, de 2003 à 2005, président du groupe d'experts du comité européen de régulation des valeurs mobilières (CESR), chargé d'élaborer l'avis de la Commission européenne annonçant les mesures nécessaire à la transposition de la directive européenne relative aux prospectus. Enfin, il a occupé la présidence du comité régional européen de l'IOSCO entre 2004 et 2005.

## Vie politique

### Secrétaire d'État de Guterres
Le 30 octobre 1995, il est nommé secrétaire d'État au Trésor et aux Finances au sein du premier gouvernement dirigé par le Premier ministre socialiste António Guterres. Il garde ce poste jusqu'à la fin du mandat de l'exécutif et le quitte le 25 octobre 1999.

### Ministre des Finances de Sócrates
Six ans plus tard, le 22 juillet 2005, Fernando Teixeira dos Santos est nommé ministre des Finances du Portugal, avec rang de ministre d'État, par José Sócrates. Il remplace Luís Campos e Cunha, démissionnaire après seulement quatre mois. Il fut notamment chargé de mettre en œuvre les mesures d'austérité budgétaire et administrative, principalement la hausse de la taxe sur la valeur ajoutée (TVA), ainsi que le gel des traitements et des promotions dans la fonction publique, annoncées par Sócrates pour réduire les déficits publics.
Le 6 juillet 2009, il devient ministre de l'Économie et de l'Innovation, tout en conservant son portefeuille, en remplacement de Manuel Pinho, forcé de démissionner après un geste déplacé envers un député. Candidat sur la liste socialiste dans le district de Porto pour les législatives du 27 septembre 2009, il est élu député à l'Assemblée de la République, puis reconduit au ministère des Finances le 26 octobre suivant.

### Plans de rigueur de 2010 et 2011
En mai 2010, afin d'éviter une contagion de la crise de la dette grecque, il propose une hausse de l'impôt sur le revenu, une taxe sur les produits de luxe ou encore la baisse de 5 % du traitement des ministres. Il annonce, le 29 septembre 2010, une nouvelle série de mesures d'austérité budgétaire dans le but de ramener le déficit public de 7,3 % du produit intérieur brut à 4,6 %, notamment la baisse de 3,5 % à 10 % du salaire des fonctionnaires gagnant au moins 1 500 euros par mois, la hausse de la taxe sur la valeur ajoutée à 23 %, et le gel des pensions de retraite. Ces mesures, en particulier la hausse de la fiscalité, sont aussitôt critiquées par le Parti social-démocrate (PPD/PSD), le Parti communiste portugais ou encore le Bloc de gauche. Critiqué par le ministre de l'Économie, José Vieira da Silva, ce train de mesures conduit à une grève générale massivement suivie. Il propose, en mars 2011, une nouvelle série de corrections budgétaires, aussitôt rejeté par l'opposition, même après l'annonce de la révision de certaines mesures proposées.
Il est remplacé par Vítor Gaspar le 21 juin 2011.